# Ulleråkers sjukhus

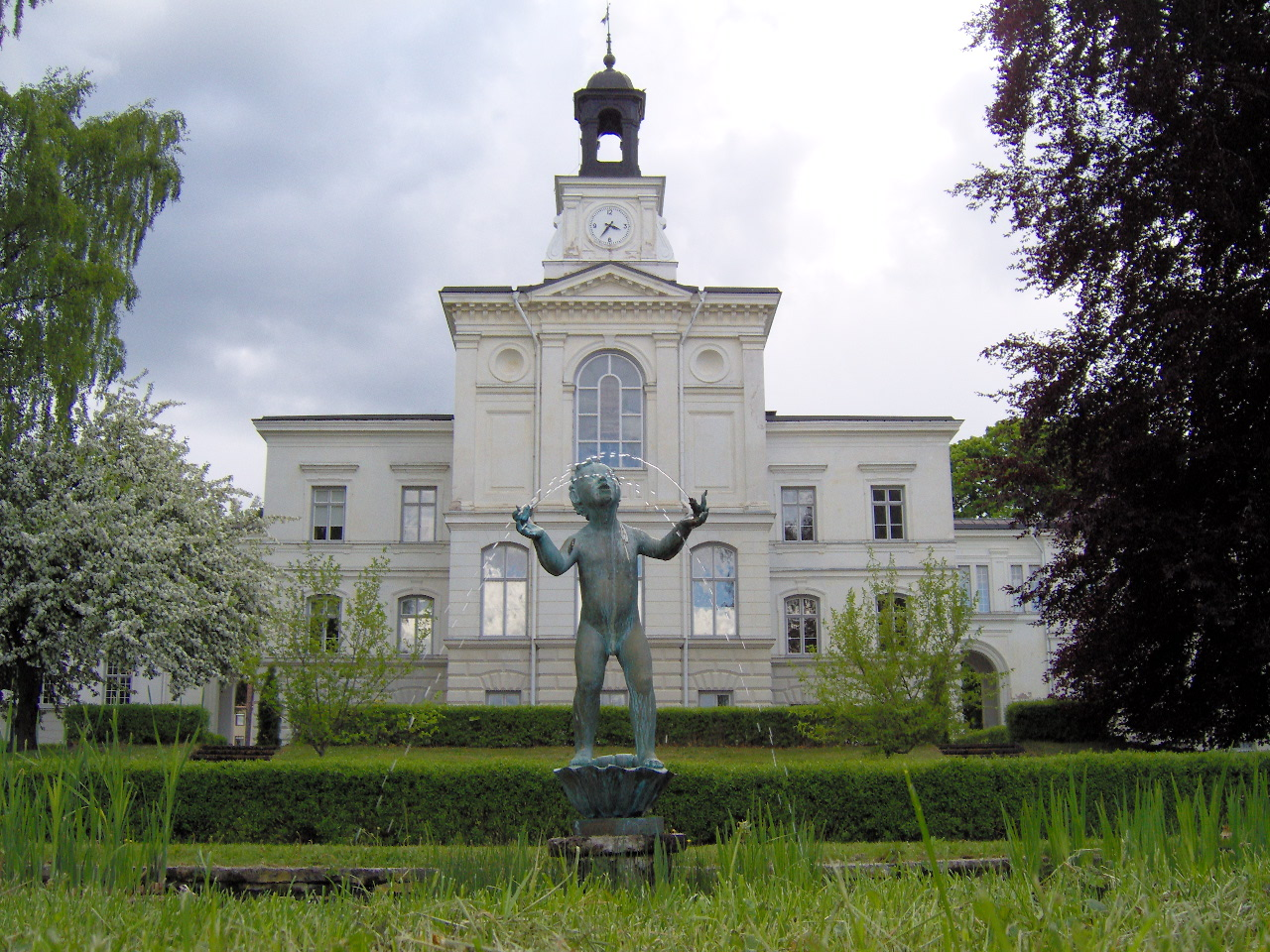
"Nya hospitalet" (även kallat Vingmuttern) uppfört 1885, med Gode Herdens kapell på övervåningen. Skulpturen i förgrunden är ett verk av Astri Taube.

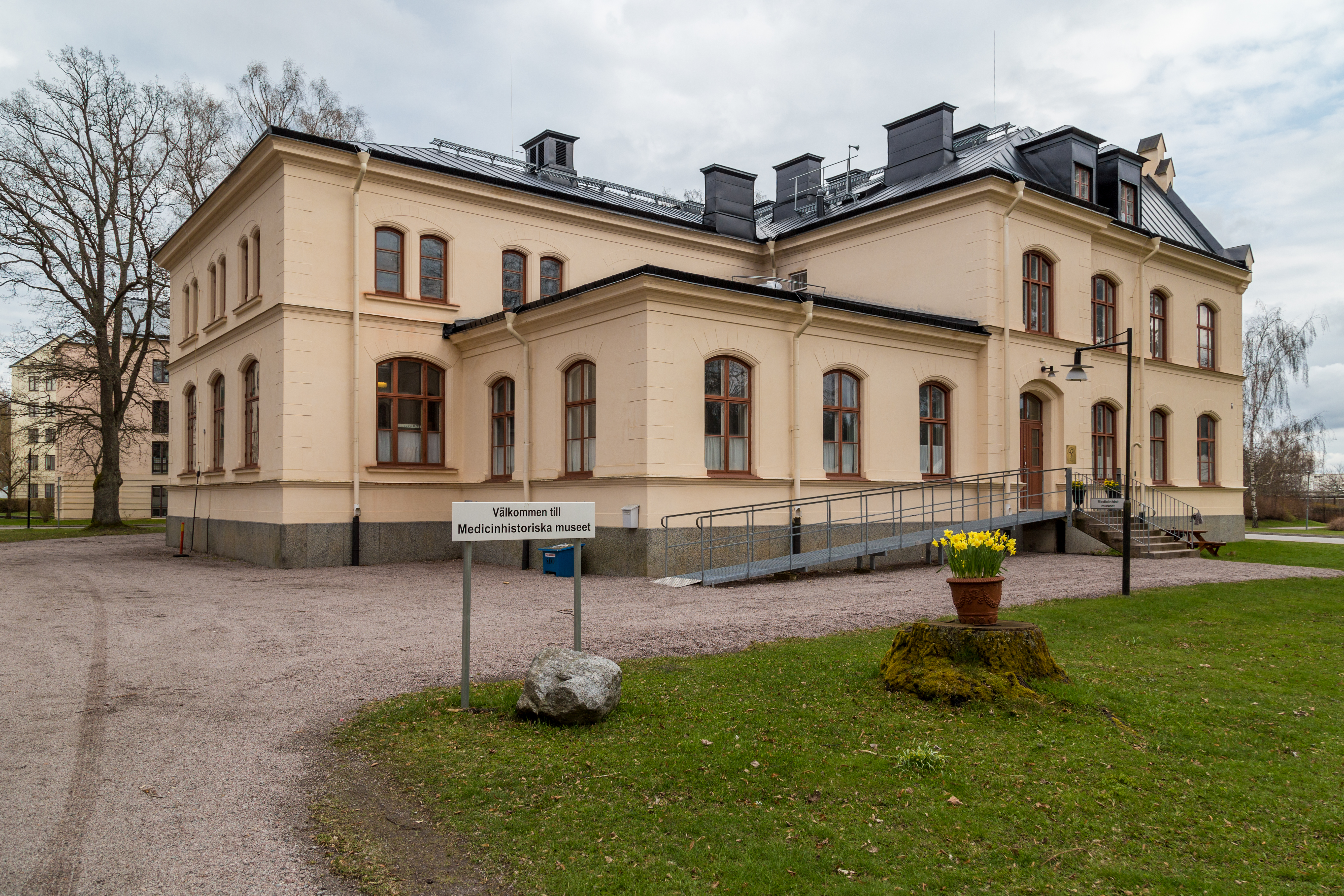
Före detta administrations- och bostadsbyggnad, nuvarande Medicinhistoriska museet vilket sedan 2013 också inrymmer det tidigare självständiga Psykiatrihistoriska museet.

Ulleråkers sjukhus, under en period kallat Upsala hospital, var ett mentalsjukhus i Uppsala. 

## Historik
Ett tidigare kronobränneri på Ulleråkersområdets norra del blev platsen för Uppsala hospitals- och lasarettsinrättning 1811. Hospitalet fick karaktären av ett psykiatriskt sjukhus 1861 och året därpå etablerades här Sveriges första psykiatriska universitetsklinik. 
I början av 1900-talet hade sjukhuset utökats till att bland annat innehålla en asyl med 800 vårdplatser för kroniskt psykiskt sjuka. Namnet Ulleråkers sjukhus tillkom 1931 när sjukhuset blev ett statligt sinnessjukhus för Uppsala och Stockholms län, med 1 250 vårdplatser. På 1970-talet hade antalet vårdplatser ökat till 1 400. En särskild inrättning, Kronåsens sjukhus, var länge förlagd till och samorganiserad med Ulleråkers sjukhus. Kronåsen var avsett för barn och ungdomar till och med tonåren med särskilt svår psykiatrisk problematik och hade stora delar av Mellansverige som upptagningsområde. Sjukhuset är nedlagt sedan flera år.
År 1988 upphörde Ulleråkers sjukhus att vara en egen förvaltning och blev en del av Akademiska sjukhusets psykiatridivision. Sedan dess har antalet vårdplatser reducerats och när den sista psykiatriska verksamheten flyttades från Ulleråker fanns cirka 100 slutna vårdplatser. Vården bedrivs idag till största delen vid psykiatriska öppenvårdsmottagningar, behandlingshem samt med insatser av rehabiliteringsteam.

## Kända personligheter på Ulleråkers sjukhus

### Personal
- Bengt Berggren, 1921–1997, överläkare
- Jan "Moltas" Erikson, 1932–1988, svensk underhållare och psykiater
- Lars Gunne, 1923–2020, professor i psykiatri
- Gustaf Kjellberg, 1827–1893, professor i psykiatri
- Eva Lagerwall, 1899–1960, rättsläkare vid rättspsykiatriska kliniken
- Herman Lundborg, 1868–1943, docent i psykiatri, professor i rasbiologi
- Emmy Rappe, 1835–1896, sjuksköterskepionjär
- Frey Svenson, 1866–1927, professor i psykiatri
- Henry Sälde, 1916–1983, överläkare och sjukhuschef

### Patienter
- Gustaf Fröding, 1860–1911 (patient 1899–1905), skald. Pjäsen Sjung vackert om kärlek handlar om Frödings tid på Ulleråker.
- Ernst Josephson, 1851–1906 (patient 1888–1889?), konstnär
- Johan Erik Olsson, "Lim-Johan", 1865-1912 (patient 1904-1912). Konstnär
- Helge Söderblom, 1896 - 1932, skådespelare
- Christer Pettersson, 1947–2004, känd missbrukare och våldsbrottsling

## Galleri

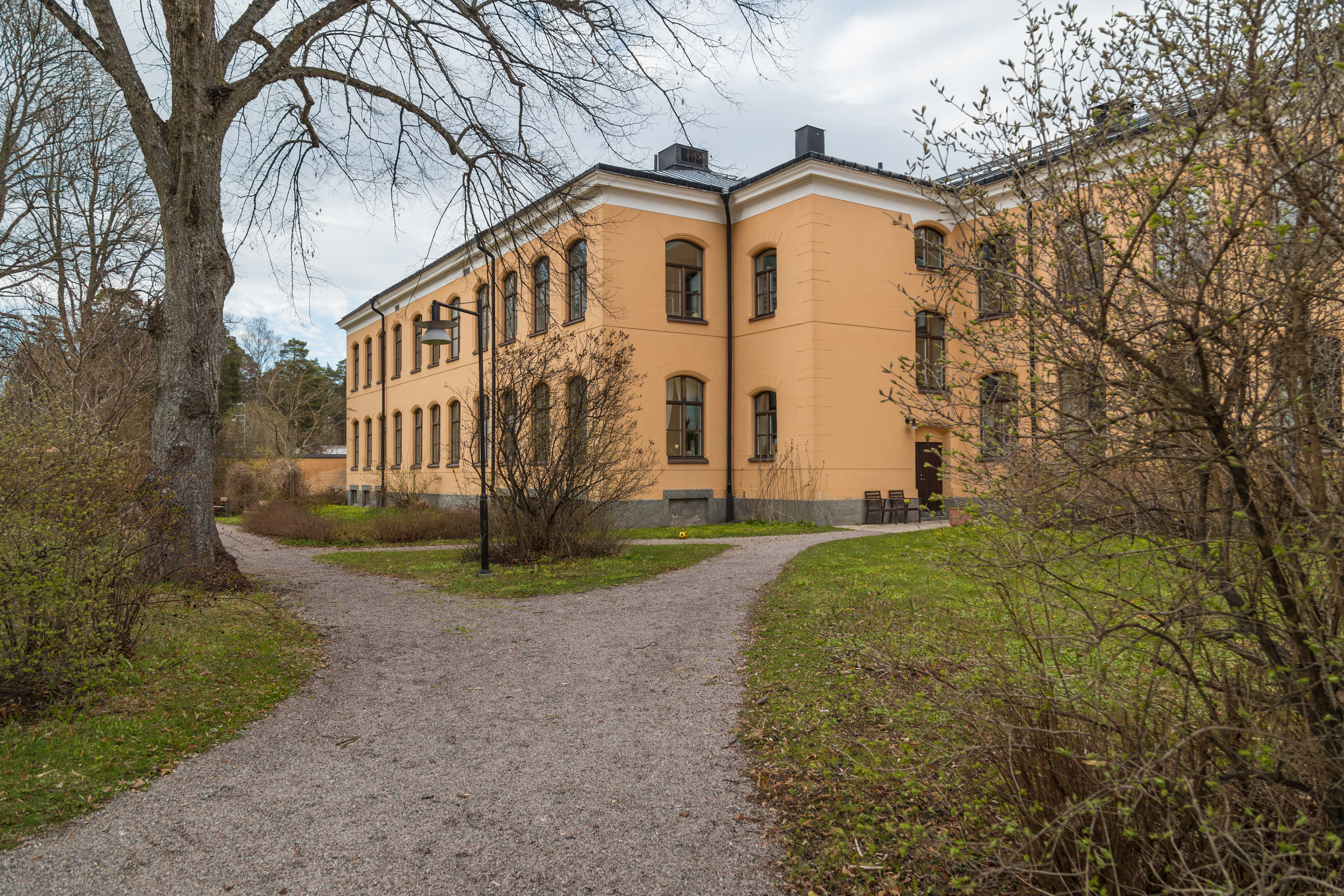
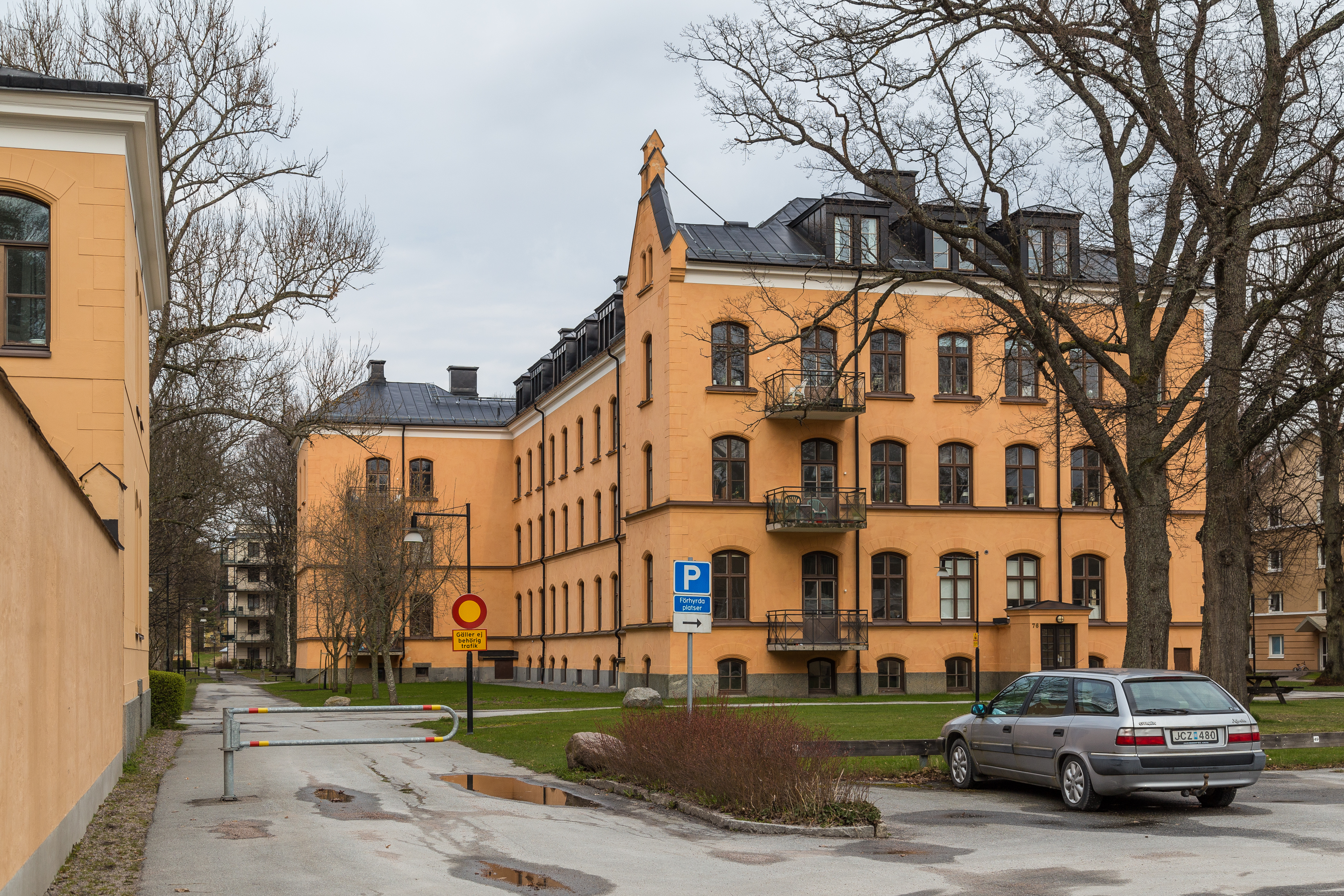
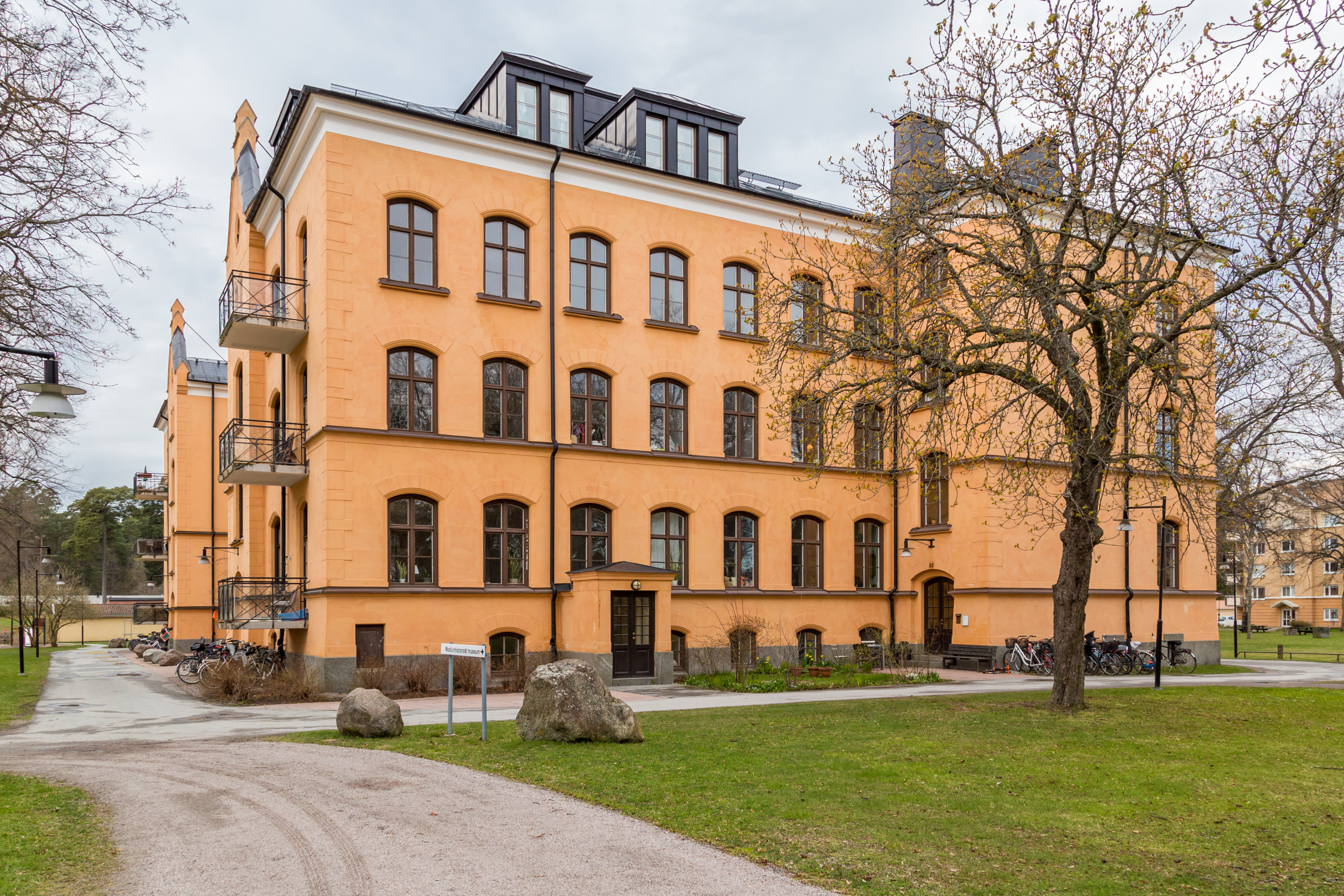